# Svenska mästerskapen i långbanesimning 2019
Svenska mästerskapen i långbanesimning 2019 ägde rum mellan den 28 juni och 2 juli 2019 på Lindängsbadet i Malmö. Det var femte gången Malmö arrangerade SM efter att tidigare varit värd 1905, 1919, 1944 och 2010.
Mästerskapet arrangeras som en del av SM-veckan 2019. JSM och Para-SM arrangeras samtidigt som en del av mästerskapet.

## Medaljsummering

### Damer
| Gren            | Guld | Guld       | Silver | Silver   | Brons | Brons    |
| 50 m frisim     | Sarah Sjöström Södertörns SS                                                                                                   | 23,78 0MR0 | Michelle Coleman Spårvägen Simförening                                                                          | 25,15    | Sofia Henell Linköpings Allmänna Simsällskap                                                                              | 26,08    |
| 100 m frisim    | Sophie Hansson Helsingborgs Simsällskap                                                                                        | 56,56      | Alicia Lundblad Helsingborgs Simsällskap                                                                        | 57,03    | Sofia Henell Linköpings Allmänna Simsällskap                                                                              | 57,47    |
| 200 m frisim    | Sarah Sjöström Södertörns SS                                                                                                   | 1.57,06    | Emma Magnusson Linköpings Allmänna Simsällskap                                                                  | 2.04,02  | Alicia Lundblad Helsingborgs SimsällskapJaqueline Hippi SK Neptun                                                         | 2.05,75  |
| 400 m frisim    | Emma Sundstedt Spårvägen Simförening                                                                                           | 4.22,85    | Marion Hanquet Göteborg Sim                                                                                     | 4.23,30  | Emma Magnusson Linköpings Allmänna Simsällskap                                                                            | 4.24,14  |
| 800 m frisim    | Emma Sundstedt Spårvägen Simförening                                                                                           | 8.56,53    | Christine Ekman SK Neptun                                                                                       | 9.03,24  | Esther Rydbeck Nordén Täby Sim                                                                                            | 9.05,60  |
| 1 500 m frisim  | Emma Sundstedt Spårvägen Simförening                                                                                           | 17.20,99   | Esther Rydbeck Nordén Täby Sim                                                                                  | 17.27,17 | Marion Hanquet Göteborg Sim                                                                                               | 17.38,91 |
|                 | |            | |          | |          |
| 50 m ryggsim    | Sarah Sjöström Södertörns SS                                                                                                   | 28,52      | Trine Forss Skövde Simsällskap                                                                                  | 29,32    | Magdalena Kuras SK Triton                                                                                                 | 29,88    |
| 100 m ryggsim   | Michelle Coleman Spårvägen Simförening                                                                                         | 1.01,36    | Trine Forss Skövde Simsällskap                                                                                  | 1.03,89  | Marlene Pavlu Lewin SK Triton                                                                                             | 1.04,80  |
| 200 m ryggsim   | Miranda Arvidsson Kalmar Simsällskap                                                                                           | 2.17,22    | Anna Miram Väsby Simsällskap                                                                                    | 2.18,86  | Hanna Rosvall Ängelholms Simsällskap                                                                                      | 2.19,55  |
|                 | |            | |          | |          |
| 50 m bröstsim   | Sophie Hansson Helsingborgs Simsällskap                                                                                        | 31,22      | Klara Thormalm Jönköpings SS                                                                                    | 31,77    | Linnea Lindberg SK Neptun                                                                                                 | 31,94    |
| 100 m bröstsim  | Sophie Hansson Helsingborgs Simsällskap                                                                                        | 1.07,53    | Jessica Eriksson Uddevalla Sim                                                                                  | 1.10,20  | Klara Thormalm Jönköpings SS                                                                                              | 1.10,45  |
| 200 m bröstsim  | Sophie Hansson Helsingborgs Simsällskap                                                                                        | 2.27,64    | Jessica Eriksson Uddevalla Sim                                                                                  | 2.29,81  | Julia Månsson Örebro Simallians                                                                                           | 2.31,12  |
|                 | |            | |          | |          |
| 50 m fjärilsim  | Sara Junevik Falu SS | 27,03      | Alma Thormalm Jönköpings SS                                                                                     | 27,45    | Hanna Rosvall Ängelholms Simsällskap                                                                                      | 27,49    |
| 100 m fjärilsim | Sarah Sjöström Södertörns SS                                                                                                   | 56,45      | Edith Jernstedt Västerås Simsällskap                                                                            | 1.00,86  | Wilma Johansson Jönköpings SS                                                                                             | 1.02,21  |
| 200 m fjärilsim | Ida Marko-Varga SK Triton | 2.18,06    | Wilma Johansson Jönköpings SS                                                                                   | 2.19,58  | Mellie Wijk SK Laxen | 2.19,75  |
|                 | |            | |          | |          |
| 200 m medley    | Hannah Brunzell Västerås Simsällskap                                                                                           | 2.20,07    | Jaqueline Hippi SK Neptun                                                                                       | 2.21,86  | Lisa Nystrand Sala Simsällskap                                                                                            | 2.22,34  |
| 400 m medley    | Christine Ekman SK Neptun | 4.57,85    | Lisa Nystrand Sala Simsällskap                                                                                  | 4.58,89  | Jaqueline Hippi SK Neptun                                                                                                 | 4.59,89  |
|                 | |            | |          | |          |
| 4×100 m frisim  | Jönköpings SS Alma Thormalm (57,64) Klara Thormalm (57,19) Wilma Johansson (58,64) Hanna Eriksson (55,47)                      | 3.48,94    | Södertörns SS Emelie Fast (59,03) Carin Klasson (59,65) Sarah Sjöström (53,38) Vilma Unnermark (59,33)          | 3.51,39  | Linköpings Allmänna Simsällskap Emma Magnusson (57,83) Sofia Henell (56,89) Caroline Palm (59,17) Rebecka Palm (57,52)    | 3.51,41  |
| 4×200 m frisim  | Jönköpings SS Hanna Eriksson (2.01,49) Alma Thormalm (2.08,80) Klara Thormalm (2.07,28) Wilma Johansson (2.07,26)              | 8.24,83    | Södertörns SS Emelie Fast (2.09,87) Sarah Sjöström (1.55,57) Carin Klasson (2.06,79) Josefin Ossmyr (2.16,56)   | 8.28,79  | Spårvägen Simförening Michelle Coleman (2.00,07) Emma Sundstedt (2.05,36) Isabelle Hanson (2.12,20) Linn Herlin (2.12,61) | 8.30,24  |
| 4×100 m medley  | Helsingborgs Simsällskap Julia Stenhård (1.06,15) Sophie Hansson (1.07,08) Rebecca Hesslevik (1.03,24) Alicia Lundblad (56,25) | 4.12,72    | Jönköpings SS Alma Thormalm (1.05,31) Klara Thormalm (1.10,11) Wilma Johansson (1.03,08) Hanna Eriksson (55,84) | 4.14,34  | Väsby Simsällskap Anna Miram (1.05,01) Julia Björkén (1.12,79) Josefin Lindkvist (1.02,74) Tova Andersson (57,85)         | 4.18,39  |

### Herrar
| Gren            | Guld | Guld         | Silver | Silver   | Brons | Brons    |
| 50 m frisim     | Jonathan Kling Örebro Simallians                                                                                        | 23,11        | Linus Magnusson Täby Sim                                                                                                | 23,21    | Isak Eliasson Spårvägen Simförening                                                                            | 23,29    |
| 100 m frisim    | Christoffer Carlsen Helsingborgs Simsällskap                                                                            | 49,98        | Isak Eliasson Spårvägen Simförening                                                                                     | 50,34    | Jesper Jonsson Södertörns SS                                                                                   | 51,10    |
| 200 m frisim    | Gustaf Dahlman Västerås Simsällskap                                                                                     | 1.51,14      | Wiggo Frohde SK Neptun                                                                                                  | 1.52,44  | Robin Andréasson Mölndals allmänna simsällskap                                                                 | 1.53,15  |
| 400 m frisim    | Wiggo Frohde SK Neptun                                                                                                  | 4.04,12      | Marcus Holmquist Jönköpings SS                                                                                          | 4.05,52  | Tor Leander SK Neptun                                                                                          | 4.06,29  |
| 800 m frisim    | Mattias Glenesk SK Neptun                                                                                               | 8.28,22      | Isak Vikström Helsingborgs Simsällskap                                                                                  | 8.30,71  | Christopher Jedel Mölndals allmänna simsällskap                                                                | 8.32,73  |
| 1 500 m frisim  | Christopher Jedel Mölndals allmänna simsällskap                                                                         | 16.00,56     | Mattias Glenesk SK Neptun                                                                                               | 16.06,26 | Melker Olsson SK Elfsborg                                                                                      | 16.21,41 |
|                 | |              | |          | |          |
| 50 m ryggsim    | Gustav Hökfelt SK Neptun                                                                                                | 25,80        | Simon Sjödin SK Neptun                                                                                                  | 25,90    | Samuel Törnqvist Täby Sim                                                                                      | 26,06    |
| 100 m ryggsim   | Samuel Törnqvist Täby Sim                                                                                               | 56,45        | Kristian Kron SK Neptun                                                                                                 | 57,63    | Stefan Varga SK Elfsborg                                                                                       | 58,18    |
| 200 m ryggsim   | Samuel Törnqvist Täby Sim                                                                                               | 2.02,14      | Kristian Kron SK Neptun                                                                                                 | 2.03,62  | Melker Olsson SK Elfsborg                                                                                      | 2.07,47  |
|                 | |              | |          | |          |
| 50 m bröstsim   | Johannes Skagius SK Neptun                                                                                              | 28,19        | Daniel Räisänen Täby Sim                                                                                                | 28,85    | Erik Kähr Helsingborgs Simsällskap                                                                             | 28,93    |
| 100 m bröstsim  | Daniel Räisänen Täby Sim                                                                                                | 1.03,08      | Karl Frylmark Väsby Simsällskap                                                                                         | 1.03,63  | Tom Andersson Linköpings Allmänna Simsällskap                                                                  | 1.04,10  |
| 200 m bröstsim  | Erik Persson Kungsbacka Simsällskap                                                                                     | 2.11,11      | Tor Leander SK Neptun                                                                                                   | 2.16,72  | Daniel Räisänen Täby Sim                                                                                       | 2.17,47  |
|                 | |              | |          | |          |
| 50 m fjärilsim  | Dan Lester Linköpings Allmänna Simsällskap                                                                              | 24,41        | Sebastian Holmberg Täby Sim                                                                                             | 24,44    | Christoffer Carlsen Helsingborgs Simsällskap                                                                   | 24,45    |
| 100 m fjärilsim | Jesper Jonsson Södertörns SS                                                                                            | 53,90        | Jesper Björk Helsingborgs Simsällskap                                                                                   | 54,28    | Albin Lövgren Jönköpings SS                                                                                    | 54,53    |
| 200 m fjärilsim | Samuel Törnqvist Täby Sim                                                                                               | 2.02,64      | Victor Klingeryd Jalamo Helsingborgs Simsällskap                                                                        | 2.03,65  | Markus Malm Jönköpings SS                                                                                      | 2.04,36  |
|                 | |              | |          | |          |
| 200 m medley    | Samuel Törnqvist Täby Sim                                                                                               | 2.02,26      | Emil Hassling Landskrona Simsällskap                                                                                    | 2.04,32  | Tor Leander SK Neptun                                                                                          | 2.08,75  |
| 400 m medley    | Samuel Törnqvist Täby Sim                                                                                               | 4.25,00      | William Lulek SK Neptun                                                                                                 | 4.27,61  | Tor Leander SK Neptun                                                                                          | 4.34,61  |
|                 | |              | |          | |          |
| 4×100 m frisim  | Helsingborgs Simsällskap Jonas Holmström (51,56) Jesper Björk (51,79) Daniel Kertes (51,65) Christoffer Carlsen (49,45) | 3.24,45      | Jönköpings SS Albin Lövgren (51,99) Marcus Holmquist (51,55) Daniel Forndal (50,85) Markus Malm (52,75)                 | 3.27,14  | SK Neptun Wiggo Frohde (52,84) Olle Sköld (50,80) Kristian Kron (52,17) Tor Leander (52,94)                    | 3.28,75  |
| 4×200 m frisim  | SK Neptun Wiggo Frohde (1.52,59) Kristian Kron (1.53,28) Simon Sjödin (1.51,50) Olle Sköld (1.53,01)                    | 7.30,38      | Jönköpings SS Albin Lövgren (1.53,54) Marcus Holmquist (1.51,88) Victor Johansson (1.51,15) Markus Malm (1.54,67)       | 7.31,24  | SK Elfsborg Melker Olsson (1.56,93) Adam Paulsson (1.48,74) Linus Holmdahl (1.58,82) Samuel Rudqvist (1.56,75) | 7.41,24  |
| 4×100 m medley  | SK Neptun Gustav Hökfelt (56,66) Johannes Skagius (1.00,89) Simon Sjödin (53,31) Olle Sköld (50,31)                     | 3.41,17 0NR0 | Helsingborgs Simsällskap Stefan Varga (57,71) Gustav Persson (1.04,03) Jesper Björk (53,94) Christoffer Carlsen (49,45) | 3.45,13  | Täby Sim Samuel Törnqvist (56,82) Daniel Räisänen (1.02,19) Sebastian Holmberg (56,35) Linus Magnusson (51,25) | 3.46,61  |

## JSM

### Damer
| Gren            | Guld | Guld     | Silver | Silver   | Brons | Brons    |
| 50 m frisim     | Ida Liljeqvist Ängelholms Simsällskap                                                                                          | 26,09    | Sofia Åstedt SK Elfsborg                                                                                           | 26,32    | Gloria Muzito Njurunda SimsällskapTilde Morin SK Laxen                                                                  | 26,60    |
| 100 m frisim    | Alicia Lundblad Helsingborgs Simsällskap                                                                                       | 57,30    | Gloria Muzito Njurunda Simsällskap                                                                                 | 58,14    | Hanna Bergman SK Poseidon                                                                                               | 58,26    |
| 200 m frisim    | Alicia Lundblad Helsingborgs Simsällskap                                                                                       | 2.05,53  | Tova Andersson Väsby Simsällskap                                                                                   | 2.06,49  | Tiffani Segerbrand SK Neptun                                                                                            | 2.06,62  |
| 400 m frisim    | Sabina Alman Luleå Simsällskap                                                                                                 | 4.27,70  | Marion Hanquet Göteborg Sim                                                                                        | 4.27,72  | Esther Rydbeck Nordén Täby Sim                                                                                          | 4.28,06  |
| 800 m frisim    | Esther Rydbeck Nordén Täby Sim                                                                                                 | 9.05,60  | Josephine Mikkelsen Malmö Kappsimningsklubb                                                                        | 9.10,51  | Tiffani Segerbrand SK Neptun                                                                                            | 9.12,70  |
| 1 500 m frisim  | Esther Rydbeck Nordén Täby Sim                                                                                                 | 17.27,17 | Marion Hanquet Göteborg Sim                                                                                        | 17.38,91 | Josephine Mikkelsen Malmö Kappsimningsklubb                                                                             | 17.43,43 |
|                 | |          | |          | |          |
| 50 m ryggsim    | Trine Forss Skövde Simsällskap                                                                                                 | 29,13    | Hanna Rosvall Ängelholms Simsällskap                                                                               | 29,71    | Anna Miram Väsby Simsällskap                                                                                            | 30,48    |
| 100 m ryggsim   | Trine Forss Skövde Simsällskap                                                                                                 | 1.03,65  | Hanna Rosvall Ängelholms Simsällskap                                                                               | 1.03,96  | Anna Miram Väsby Simsällskap                                                                                            | 1.05,06  |
| 200 m ryggsim   | Anna Miram Väsby Simsällskap                                                                                                   | 2.17,61  | Hanna Rosvall Ängelholms Simsällskap                                                                               | 2.19,50  | Hannah Brunzell Västerås Simsällskap                                                                                    | 2.20,05  |
|                 | |          | |          | |          |
| 50 m bröstsim   | Emma Sundstrand Södertälje SS                                                                                                  | 32,40    | Emelie Fast Södertörns SS                                                                                          | 32,48    | Julia Månsson Örebro Simallians                                                                                         | 32,55    |
| 100 m bröstsim  | Hannah Brunzell Västerås Simsällskap                                                                                           | 1.10,42  | Nelly Rasmusson Helsingborgs Simsällskap                                                                           | 1.11,31  | Filippa Sterling Västerås Simsällskap                                                                                   | 1.12,51  |
| 200 m bröstsim  | Julia Månsson Örebro Simallians                                                                                                | 2.30,33  | Filippa Sterling Västerås Simsällskap                                                                              | 2.34,15  | Lina Maltesson SK Elfsborg                                                                                              | 2.36,32  |
|                 | |          | |          | |          |
| 50 m fjärilsim  | Sara Junevik Falu SS | 27,15    | Hanna Rosvall Ängelholms Simsällskap                                                                               | 27,24    | Emelie Fast Södertörns SS                                                                                               | 28,27    |
| 100 m fjärilsim | Edith Jernstedt Västerås Simsällskap                                                                                           | 1.01,53  | Rebecca Hesslevik Helsingborgs Simsällskap                                                                         | 1.02,65  | Wilma Johansson Jönköpings SS                                                                                           | 1.03,04  |
| 200 m fjärilsim | Mellie Wijk SK Laxen | 2.20,89  | Ida Swegmark Mölndals allmänna simsällskap                                                                         | 2.22,51  | Wilma Johansson Jönköpings SS                                                                                           | 2.22,63  |
|                 | |          | |          | |          |
| 200 m medley    | Hannah Brunzell Västerås Simsällskap                                                                                           | 2.20,38  | Lisa Nystrand Sala Simsällskap                                                                                     | 2.22,28  | Elise Öberg Njurunda Simsällskap                                                                                        | 2.24,13  |
| 400 m medley    | Lisa Nystrand Sala Simsällskap                                                                                                 | 4.57,99  | Wilma Johansson Jönköpings SS                                                                                      | 5.06,24  | Tea Winblad Malmö Kappsimningsklubb                                                                                     | 5.06,67  |
|                 | |          | |          | |          |
| 4×100 m frisim  | Jönköpings SS Hanna Eriksson (56,51) Wilma Johansson (58,71) Annie Hegmegi (58,78) Moa Holmquist (59,80)                       | 3.53,80  | Skövde Simsällskap Hilja Schimmel (59,39) Vera Fransson (58,84) Sofia Henningsson (59,76) Trine Forss (57,54)      | 3.55,53  | Västerås Simsällskap Edith Jernstedt (58,34) Hannah Brunzell (59,77) Elvira Mörtstrand (58,71) Malin Eklund (1.00,33)   | 3.57,15  |
| 4×200 m frisim  | Västerås Simsällskap Edith Jernstedt (2.06,96) Hannah Brunzell (2.08,28) Elvira Mörtstrand (2.05,68) Malin Eklund (2.11,13)    | 8.32,05  | Jönköpings SS Hanna Eriksson (2.01,08) Wilma Johansson (2.08,37) Moa Holmquist (2.10,08) Alice Thörnros (2.14,55)  | 8.34,08  | Skövde Simsällskap Sofia Henningsson (2.11,47) Vera Fransson (2.11,39) Hilja Schimmel (2.08,25) Linn Suchomel (2.10,08) | 8.41,19  |
| 4×100 m medley  | Helsingborgs Simsällskap Alice Persson (1.07,64) Nelly Rasmusson (1.11,52) Rebecca Hesslevik (1.02,68) Alicia Lundblad (56,40) | 4.18,24  | Väsby Simsällskap Anna Miram (1.05,20) Julia Björkén (1.13,63) Michelle Wissinger (1.04,16) Tova Andersson (58,46) | 4.21,45  | Njurunda Simsällskap Elise Öberg (1.05,56) Elsa Bergh (1.13,77) Joyce Muzito (1.06,51) Gloria Muzito (56,98)            | 4.22,82  |

### Herrar
| Gren            | Guld | Guld          | Silver | Silver   | Brons | Brons    |
| 50 m frisim     | Olle Sköld SK Neptun | 23,29         | Björn Seeliger Södertälje SS                                                                                              | 23,30    | Emil Hassling Landskrona Simsällskap                                                                                | 23,59    |
| 100 m frisim    | Elias Persson Malmö Kappsimningsklubb                                                                                        | 51,50         | Emil Hassling Landskrona Simsällskap                                                                                      | 51,51    | Marcus Holmquist Jönköpings SS                                                                                      | 51,71    |
| 200 m frisim    | Wiggo Frohde SK Neptun | 1.53,34       | Marcus Holmquist Jönköpings SS                                                                                            | 1.53,56  | Albin Lövgren Jönköpings SS                                                                                         | 1.54,11  |
| 400 m frisim    | Marcus Holmquist Jönköpings SS                                                                                               | 4.01,87       | Wiggo Frohde SK Neptun | 4.02,86  | Tor Leander SK Neptun                                                                                               | 4.07,68  |
| 800 m frisim    | Isak Vikström Helsingborgs Simsällskap                                                                                       | 8.30,71       | Anton Jansson SK Poseidon                                                                                                 | 8.36,51  | Gabriel Henkel Stockholms Kappsimningsklubb                                                                         | 8.36,65  |
| 1 500 m frisim  | Melker Olsson SK Elfsborg | 16.21,41      | Mikael Söderberg Upsala Simsällskap                                                                                       | 16.24,94 | Martin Melinder Väsby Simsällskap                                                                                   | 16.28,90 |
|                 | |               | |          | |          |
| 50 m ryggsim    | Stefan Varga SK Elfsborg | 26,76         | Olle Sköld SK Neptun | 26,98    | Jonatan Carlsson Varberg Sim                                                                                        | 27,70    |
| 100 m ryggsim   | Stefan Varga SK Elfsborg | 58,29         | Melker Olsson SK Elfsborg                                                                                                 | 58,38    | Gustav Henriksen Spårvägen Simförening                                                                              | 59,24    |
| 200 m ryggsim   | Melker Olsson SK Elfsborg | 2.05,72       | Stefan Varga SK Elfsborg                                                                                                  | 2.08,11  | Martin Falk Linköpings Allmänna Simsällskap                                                                         | 2.09,36  |
|                 | |               | |          | |          |
| 50 m bröstsim   | Daniel Räisänen Täby Sim | 29,11         | Gustav Persson Helsingborgs Simsällskap                                                                                   | 29,13    | Albin Edvardsson Helsingborgs Simsällskap                                                                           | 29,21    |
| 100 m bröstsim  | Daniel Räisänen Täby Sim | 1.03,14       | Karl Frylmark Väsby Simsällskap                                                                                           | 1.03,84  | Gustav Persson Helsingborgs Simsällskap                                                                             | 1.03,90  |
| 200 m bröstsim  | Tor Leander SK Neptun | 2.16,23       | Daniel Räisänen Täby Sim                                                                                                  | 2.16,58  | Gustav Persson Helsingborgs Simsällskap                                                                             | 2.17,43  |
|                 | |               | |          | |          |
| 50 m fjärilsim  | Albin Lövgren Jönköpings SS                                                                                                  | 24,56         | Robin Hanson Järfälla Simsällskap                                                                                         | 24,57    | Jens Christiansen SK Sydsim                                                                                         | 25,07    |
| 100 m fjärilsim | Albin Lövgren Jönköpings SS                                                                                                  | 54,15 0NRJ0   | Daniel Räisänen Täby Sim                                                                                                  | 55,32    | Mattias Grynning Linköpings Allmänna Simsällskap                                                                    | 56,09    |
| 200 m fjärilsim | Victor Klingeryd Jalamo Helsingborgs Simsällskap                                                                             | 2.04,10       | Mattias Grynning Linköpings Allmänna Simsällskap                                                                          | 2.04,94  | Daniel Räisänen Täby Sim                                                                                            | 2.06,07  |
|                 | |               | |          | |          |
| 200 m medley    | Emil Hassling Landskrona Simsällskap                                                                                         | 2.06,05       | Daniel Räisänen Täby Sim                                                                                                  | 2.08,03  | Tor Leander SK Neptun                                                                                               | 2.08,25  |
| 400 m medley    | Emil Hassling Landskrona Simsällskap                                                                                         | 4.28,51       | Tor Leander SK Neptun | 4.33,00  | Daniel Räisänen Täby Sim                                                                                            | 4.34,41  |
|                 | |               | |          | |          |
| 4×100 m frisim  | Helsingborgs Simsällskap Dante Vollmer (53,24) Daniel Kertes (52,32) Oscar Elfers (52,84) Stefan Varga (52,11)               | 3.30,51       | SK Neptun Olle Sköld (51,67) Wiggo Frohde (52,08) Oskar Iwarsson (54,28) Tor Leander (52,80)                              | 3.30,83  | SK Elfsborg Anes Cavka (52,47) Samuel Rudqvist (53,39) Melker Olsson (53,42) Elliot Olsson (52,81)                  | 3.32,09  |
| 4×200 m frisim  | SK Neptun Wiggo Frohde (1.52,92) Olle Sköld (1.52,75) Karl Gustav Gérnyi (1.57,21) Tor Leander (1.54,75)                     | 7.37,63       | Helsingborgs Simsällskap Johan Rydahl (1.55,79) Daniel Fischer (1.56,93) William Kerman (1.56,56) Dante Vollmer (1.55,82) | 7.45,10  | Jönköpings SS Albin Lövgren (1.53,88) Marcus Holmquist (1.51,82) Anton Steindl (2.00,26) Viktor Henrysson (2.02,16) | 7.48,12  |
| 4×100 m medley  | Helsingborgs Simsällskap Stefan Varga (58,11) Gustav Persson (1.02,74) Victor Klingeryd Jalamo (55,57) Daniel Kertes (51,50) | 3.47,92 0NRJ0 | SK Neptun Olle Sköld (58,99) Tor Leander (1.03,93) Oskar Iwarsson (56,14) Wiggo Frohde (51,33)                            | 3.50,39  | SK Elfsborg Melker Olsson (58,56) Elliot Olsson (1.04,25) Samuel Rudqvist (58,49) Anes Cavka (51,54)                | 3.52,84  |